# Đường tới sân băng
Đường tới sân băng (tiếng Nga: Приходи на каток) là một bộ phim hoạt hình khai thác đề tài thể thao của đạo diễn Boris Dyozhkin, ra mắt lần đầu năm 1981.